# Bretteville-sur-Ay

Bretteville-sur-Ay este o comună în departamentul Manche, Franța. În 1 ianuarie 2022 avea o populație de 436 de locuitori.